# Moosbach (Górna Austria)
Moosbach – miejscowość i gmina w Austrii, w kraju związkowym Górna Austria, w powiecie Braunau am Inn. Liczy 943 mieszkańców.